# Linea di successione al trono del Meclemburgo-Schwerin

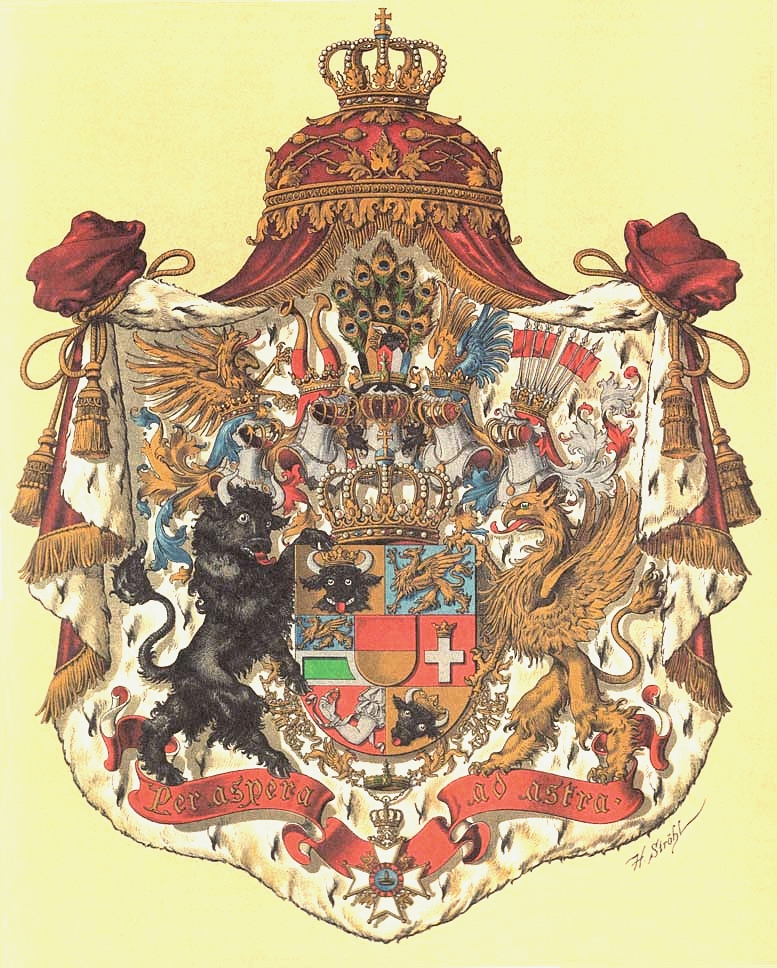
Lo stemma della monarchia del Meclemburgo-Schwerin.

La linea di successione al trono del Meclemburgo-Schwerin segue il criterio della legge salica.
Il Granducato di Meclemburgo-Schwerin venne soppresso nel 1918 al termine della prima guerra mondiale. La Casa di Meclemburgo-Schwerin si è estinta in linea maschile il 31 luglio 2001 con la morte di Franz di Meclemburgo-Schwerin, discendente di Federico Francesco IV di Meclemburgo-Schwerin e pretendente al trono.
I restanti membri della famiglia di Meclemburgo-Schwerin sono le figlie di Christian Ludwig, il secondo figlio di Federico Francesco IV, la duchessa Donata (nata nel 1956) ed Edwina (nata nel 1960), la duchessa Woizlawa-Feodore (nata nel 1918), figlia del duca Adolfo Federico, e la granduchessa Karina (nata nel 1920), vedova del pretendente Franz.
Con l'estinzione dei Meclemburgo-Schwerin, i Meclemburgo-Strelitz restano ora gli unici superstiti del ramo granducale in linea maschile. L'attuale capo della Casa Meclemburgo-Strelitz è Georg Borwin, duca del Meclemburgo. Suo nonno era il conte Georg Carlow, figlio morganatico di Giorgio Alessandro di Meclemburgo-Strelitz (1859-1909). Georg Carlow venne adottato nel 1928 da suo zio Michele, capo della Casa di Meclemburgo-Strelitz, ed ha poi assunto il titolo di Duca del Meclemburgo, che è stato confermato dal capo della Casa Imperiale di Russia, il granduca Cirillo Vladimirovich, il 18 luglio 1929, ed è stato riconosciuto il 23 dicembre successivo da Federico Francesco IV di Meclemburgo-Schwerin. Georg Carlow successe a suo zio come capo della casa il 6 dicembre 1934 e gli è stato concesso il titolo di altezza il 18 dicembre 1950.
In aggiunta al duca Georg Borwin, gli attuali membri della Casa di Meclemburgo-Strelitz sono la duchessa sua moglie, Alice, nata nel 1959, i loro figli Olga, nata nel 1988, Alessandro, nato nel 1991, e Michele, nato nel 1994, le sue sorelle Elisabetta Cristina, nata nel 1947, Caterina Maria, nata nel 1949, ed Irene, nata nel 1952.

## Linea di successione
La linea di successione a Georg Borwin del Meclemburgo è la seguente:
1. Duca Alessandro del Meclemburgo, nato nel 1991.
2. Duca Michele del Meclemburgo, nato nel 1994.